# مجلة 972+
مجلة 972+ (بالإنجليزية: +972 Magazine)‏ هي مجلة إلكترونية للأخبار والرأي، تأسست في أغسطس 2010 من قبل مجموعة من أربعة كتاب إسرائيليين في تل أبيب. صرّح نوعام شيزاف، الشريك المؤسس والرئيس التنفيذي للمجلة، بأنهم أرادوا التعبير عن "صوت جديد في الغالب شبابي يشارك في النقاش الدولي حول إسرائيل وفلسطين." وقد تم تسمية الموقع الإلكتروني إشارة إلى رمز الاتصال الدولي 972+، والذي تتشاركه إسرائيل وبعض السكان في الأراضي الفلسطينية. تُكتب المقالات في المقام الأول باللغة الإنجليزية للوصول إلى جمهور دولي.

## صحفيون بارزون
- يوفال أبراهام
- باسل عدرا

## المراجغ
1. ↑  Leibovitz، Liel (19 يناير 2012). "Wake-up Call". Tablet. مؤرشف من الأصل في 2015-04-02. اطلع عليه بتاريخ 2015-03-29.
2. ↑  "Young, Hip, and Progressive: Online Magazine +972 Celebrates its First Anniversary". Palestine News Network. 6 يونيو 2011. مؤرشف من الأصل في 2014-08-14. اطلع عليه بتاريخ 2011-06-26.
3. ↑  Wildman، Sarah (15 فبراير 2012). "Israel's New Left Goes Online". ذا نيشن (مجلة). مؤرشف من الأصل في 2015-08-19. اطلع عليه بتاريخ 2024-04-03.

## وصلات خارجية
- الموقع الرسمي